# Lijst van trainers van Sporting Lokeren
Deze lijst omvat de voetbalcoaches die de Belgische club Sporting Lokeren hebben getraind van 1970 tot het faillissement in 2020.

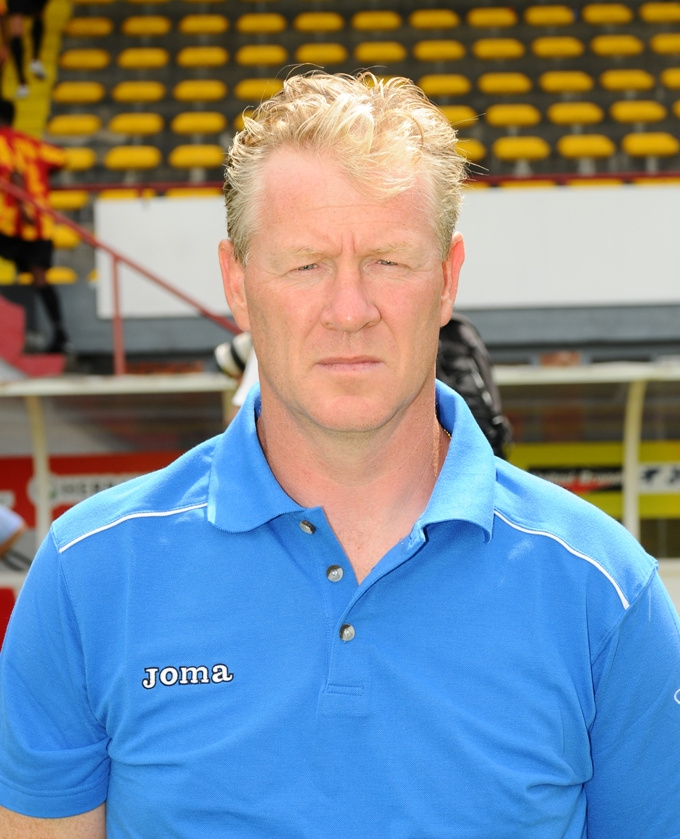
Onder Peter Maes won Lokeren twee keer de beker en bereikte het de groepsfase van de Europa League.

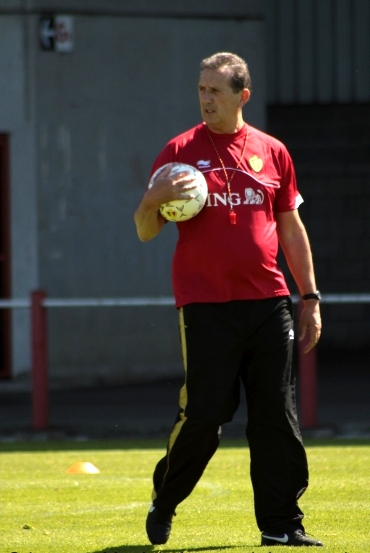
Georges Leekens was drie keer coach van Lokeren.

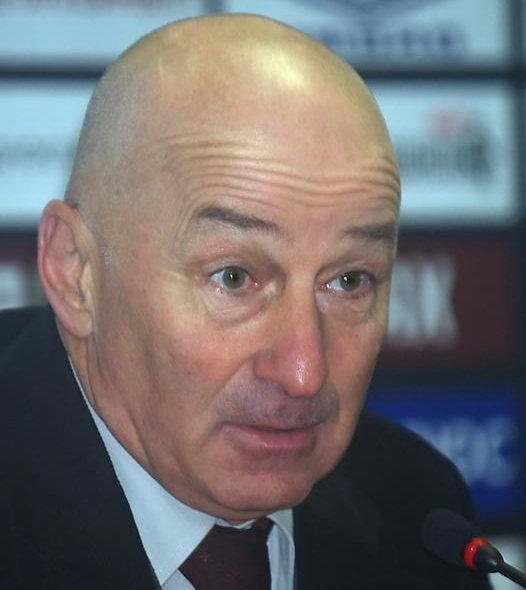
Slavoljub Muslin vertrok tijdens de winterstop van het seizoen 2005/06 naar Lokomotiv Moskou, maar keerde reeds in november 2006 terug.

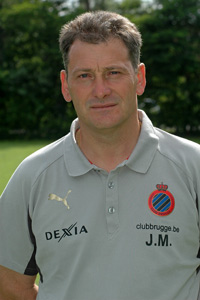
Jacky Mathijssen was iets meer dan 3 maanden trainer van Lokeren.

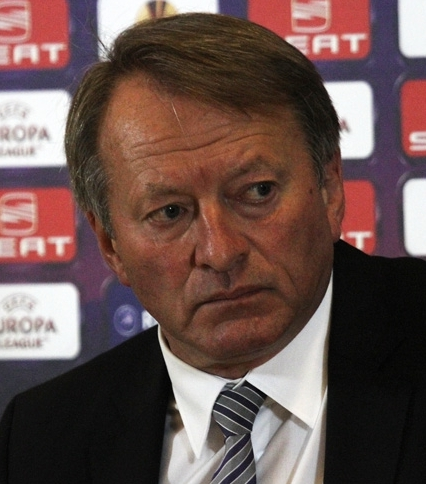
In de zomer van 2006 werd Ariël Jacobs de nieuwe trainer van Lokeren. Zijn verblijf duurde slechts enkele maanden.

| Kleur | Prijs            |
| ----- | ---------------- |
|       | Kampioen         |
|       | Beker            |
|       | Kampioen + beker |

| Seizoen | Trainer(s) |
| ------- | --- |
| 2019/20 | Stijn Vreven Glen De Boeck (tot 17 november 2019)                                                                                   |
| 2018/19 | Glen De Boeck Trond Sollied (tot 20 januari 2019) Arnar Viðarsson (ad interim tot 2 november 2018) Peter Maes (tot 28 oktober 2018) |
| 2017/18 | Peter Maes Rúnar Kristinsson (tot 9 augustus 2017)                                                                                  |
| 2016/17 | Rúnar Kristinsson Georges Leekens (tot 26 oktober 2016)                                                                             |
| 2015/16 | Georges Leekens Bob Peeters (tot 25 oktober 2015)                                                                                   |
| 2014/15 | Peter Maes |
| 2013/14 | Peter Maes |
| 2012/13 | Peter Maes |
| 2011/12 | Peter Maes |
| 2010/11 | Peter Maes |
| 2009/10 | Emilio Ferrera Jacky Mathijssen (tot 1 februari 2010) Aleksandar Janković (tot 25 oktober 2009)                                     |
| 2008/09 | Aleksandar Janković Georges Leekens (tot 6 april 2009)                                                                              |
| 2007/08 | Georges Leekens |
| 2006/07 | Slavoljub Muslin Rudi Cossey (ad interim tot 26 november 2006) Ariël Jacobs (tot 29 oktober 2006)                                   |
| 2005/06 | Rudi Cossey (ad interim) Aimé Anthuenis (tot 27 februari 2006) Slavoljub Muslin (tot 31 december 2005)                              |
| 2004/05 | Willy Reynders Franky Van der Elst (tot 20 december 2004)                                                                           |
| 2003/04 | Franky Van der Elst Paul Put (tot 27 oktober 2003)                                                                                  |
| 2002/03 | Paul Put |
| 2001/02 | Paul Put |
| 2000/01 | Georges Leekens |
| 1999/00 | Georges Leekens Rudi Cossey & Ronny Van Geneugden (ad interim tot 28 augustus 1999) Willy Reynders (tot 15 augustus 1999)           |
| 1998/99 | Willy Reynders |
| 1997/98 | Willy Reynders Fi Van Hoof (tot 15 augustus 1997)                                                                                   |
| 1996/97 | Fi Van Hoof |
| 1995/96 | Fi Van Hoof |
| 1994/95 | James Storme Chris Van Puyvelde (tot 3 december 1994)                                                                               |
| 1993/94 | Chris Van Puyvelde |
| 1992/93 | Etienne D'Hondt Aimé Antheunis & Josef Vacenovsky (tot 31 januari 1993)                                                             |
| 1991/92 | Aimé Antheunis |
| 1990/91 | Aimé Antheunis |
| 1989/90 | Aimé Antheunis |
| 1988/89 | Aimé Antheunis |
| 1987/88 | Wim Jansen & Włodzimierz Lubański                                                                                                   |
| 1986/87 | Aimé Antheunis |
| 1985/86 | Aimé Antheunis |
| 1984/85 | Aimé Antheunis Dimitri Davidović (tot 8 februari 1985)                                                                              |
| 1983/84 | Dimitri Davidović |
| 1982/83 | Robert Waseige |
| 1981/82 | Robert Waseige |
| 1980/81 | Urbain Haesaert & Josef Vacenovsky                                                                                                  |
| 1979/80 | Urbain Haesaert & Josef Vacenovsky                                                                                                  |
| 1978/79 | Urbain Braems |
| 1977/78 | Leon Nollet Han Grijzenhout |
| 1976/77 | Ladislav Novák |
| 1975/76 | Ladislav Novák |
| 1974/75 | Ladislav Novák |
| 1973/74 | Jef Jurion |
| 1972/73 | Jef Jurion |
| 1971/72 | Jef Jurion |
| 1970/71 | Frans De Bruyne |